# Sanne-Kerkuhn
Sanne-Kerkuhn – dzielnica niemieckiego miasta Arendsee, do 31 grudnia 2009 roku osobna gmina, w kraju związkowym Saksonia-Anhalt, w powiecie Salzwedel. 